# 후궁부
후궁부(後宮部)는 백제의 관서이다.

## 개요
사비 천도 이후 재정된 백제의 내관 12부 중의 하나로, 임금의 후궁관계에 관한 일을 관장했다.